# Dascyllus melanurus
Espèce
Dascyllus melanurus est une espèce de poissons de la famille des Pomacentridae.